# Mochizuki Kazuhito
Kazuhito Mochizuki (望月 一仁, sinh ngày 1 tháng 12 năm 1957) là một huấn luyện viên và cựu cầu thủ bóng đá người Nhật Bản.

## Sự nghiệp Huấn luyện viên
Kazuhito Mochizuki đã dẫn dắt Ehime FC, Azul Claro Numazu và Vanraure Hachinohe.